# 細胞診断
細胞診断（さいぼうしんだん）とは、細胞診検体を顕微鏡で観察し、異常細胞(異型細胞)等を検出することにより、病変の有無や病変部の病理学的診断や臨床診断を求めるもの。臨床検査の1分野であり、病理診断のひとつ。
細胞診（さいぼうしん）や細胞診検査（さいぼうしんけんさ）とも呼ばれるが、この場合は細胞検査士が行う検体検査や病理学的検査という意味が含まれている。細胞診検査の結果に基づいて臨床医が判断する。異常細胞が見つかった場合は細胞診専門医や病理専門医が病理診断として報告する施設もある。
- 細胞診検体は採取が比較的容易、患者負担が少ない、特徴所見がある場合は病理組織診断に匹敵する確定診断を得ることができるなどの利点がある。がん検診や腫瘍診断等を目的に頻繁に行われている。
- 細胞診(cytology)は剥離細胞診(exofoliative cytology)と穿刺吸引細胞診(aspiration cytology)に大別されている。剥離細胞診は子宮頸部、膀胱など臓器表面から剥離した細胞を採取して調べるものであり腫瘍性病変有無のふるい分け(screening)等に用いられる。穿刺吸引細胞診は病変部に針を刺して吸引して得られた細胞を調べるもので、針先が病変部に達し新鮮な細胞が得られた場合は病変部の良性悪性等について推定することができる。

## 細胞診断の判定基準
細胞診検査結果を表すために従来はClass分類(パパニコロウ分類)が用いられてきた。近年は臓器毎に細かく定義された判定基準が用いられるようになってきており、Class分類は用いられない傾向にある。日本では細胞診検査または細胞診断の判定基準は各臓器の癌取扱い規約(金原出版)で定義されたものが用いられることが多い。臓器の特性や過去の症例を研究・解析した上で、臓器ごとに細胞診断の判定基準が決められ、利用されている。
- 子宮体癌取扱い規約(1996年3月 改訂第2版)

子宮腔内からの細胞採取法について記載があるのみで、判定基準の記載はない。
- 子宮頚癌取扱い規約(1997年10月 改訂第2版)

日母分類とベセスダシステムが記載されている。日母分類ではクラスI、II、III、IIIa、IIIb、IV、Vが定義されている。クラスIVは上皮内癌、クラスVは浸潤癌(微小浸潤癌を含む)を想定する、となっている。ベセスダシステムは標本の適否、総括診断、記述的診断の3つのパートから構成されている。
- 胃癌取扱い規約(1999年6月 第13版)

腹腔細胞診について記載がある。結果はCY0(陰性)、CY1(陽性)またはCYX(実施せず)として記載される。suspicious malignancy(悪性疑いの意味)はCY0(陰性)。
- 膀胱癌取扱い規約(2001年11月 第3版)、腎盂・尿管癌取扱い規約(2002年10月第2版)

評価は陰性、疑陽性、陽性の3段階を用いる。ClassI、IIを「陰性」、IIIを「疑陽性」、IV、Vを「陽性」と評価することになっている。
- 肺癌取扱い規約(2003年10月 改訂第6版)

(1)「陰性」 (2)「疑陽性」 (3)「陽性」の3つの区分を用い、Class分類は使用しない。標本上に組織球が認められない場合は「判定不能材料」とされる。
- 乳癌取扱い規約(2004年6月 第15版)、甲状腺癌取扱い規約(2005年9月 第6版)

判定区分と所見の2項目から構成されている。判定区分は検体が検査するために適しているかどうかの区分を含み、検体適正の場合にさらに「正常あるいは良性」「鑑別困難」「悪性の疑い」「悪性」の4つに区分される。各区分に対応する組織型または細胞所見などの基準が設けられている。
- 大腸癌取扱い規約(2006年3月 第7版)

腹水細胞診はI陰性 III疑陽性 V陽性と診断し陽性(V)のみをCy1とする。癌細胞を認めた場合がCy1、認めない場合はCy0である。Cy1の予後への影響は不明でありStageの因子には加えないとなっている。
このように臓器それぞれの癌取扱い規約により、クラス,Class,CY,Cy,陰性・疑陽性・陽性などが用いられ、細胞診結果の記載法は臓器ごとに異なっている。また、細胞診検体の適正や不適正などの標本の評価を判定区分に含む場合と含まない場合がある。
たとえば、尿細胞診で「陽性」であるとはClass IVを含む概念であり、したがって癌でない場合が含まれている。また、子宮頚癌では日母のクラスVは浸潤癌を想定しているのであって、陽性という意味ではない。一方、喀痰細胞診では「陽性」は悪性細胞を認めると定義されており、細胞診成績が「陽性」であるとは当該患者にとっては悪性腫瘍の診断となる。胃癌では腹腔細胞診での「陽性」は癌であることが確実でありCY1は腹膜転移ありと同等である。
したがって、細胞診結果または細胞診診断書を読む場合には、従来のClass分類を「陰性(ClassI,II)」「疑陽性(ClassIII,IIIa,IIIb)」「陽性(ClassIV,V)」に単純に置き換えたものか、臓器毎に定義された判定基準なのか、区別する必要がある。しかし、報告書紙面上ではどういった判定基準に基づいているかの記載はないことが多い。
患者が細胞診結果について医師から説明を受ける場合には、どのような判定基準にもとづく結果であるのかも説明を受ける必要がある。別の言い方をすれば、「細胞診が陽性です」と説明を受けても、臓器によって癌であることもあるし癌でないこともあるということになる。細胞診は検体採取が容易であり、精度が高い臨床検査ではあるが、患者にとって細胞診の結果はわかりにくいのである。似たような分類として組織診(生検)で用いられるGroup分類やCategory分類、マンモグラフィーのカテゴリ分類等もある。腫瘍についての検査の分類はひとつではなく、臓器ごと、検査ごとに結果の表現方法や意味が違うことを理解する必要がある。

### Class判定 の例
細胞診検査報告書に記載されるClass判定については、施設ごとに定義されているといえるが、ここでは大手検査センターの総合検査案内(2004年度第1版第1刷、非売品)に掲載されているClass判定を紹介する。この分類はその検査センターで実施されている婦人科細胞診、一般細胞診（喀痰、擦過物、穿刺吸引物、捺印標本等）で用いられている判定基準である。I,IIを陰性、III,IIIa,IIIbを疑陽性、IIV,Vを陽性と読み換えることが可能であるとしている。カッコ内は投稿者による邦訳。
ClassI:Abscence of atypical or abnormal cells.(異型または異常細胞がない)
ClassII:Atypical cytology but no evidence of malignancy.(異型細胞があるが悪性所見はない)
ClassIII:Cytology suggestive of, but not conclusive for malignancy.(細胞学的に悪性を疑うが確定的ではない)
ClassIIIa:Probaby benign atypia.(おそらく良性異型)
ClassIIIb:Malignacy suspected.(悪性を疑う)
ClassIV:Cytology strongly suggestive of malignacy.(細胞学的に強く悪性を疑う)
ClassV:Cytology conclusive for malignancy.(細胞学的に悪性が確定的である)
- 子宮頚部の細胞診で用いられている日母分類(日本母性保護産婦人科医会の分類)ではクラスIIIaは「軽度dysplasiaを想定する」、クラスIIIbは「高度dysplasiaを想定する」、クラスIVは「上皮内癌を想定する」などが定義されている。同じIIIbであってもClassIIIbとクラスIIIbでは意味が異なっている。
- 日本産婦人科医会は第17回記者懇談会(H20.12.10)で子宮頸癌の新しい細胞診報告様式(ベセスダシステムまたは医会分類)を発表した[1]。子宮頸癌の原因となるヒトパピローマウイルス(HPV)の知見を反映し、標本不適正に対応したものである。クラス分類を廃し記述式用語による細胞診の結果報告となっている。
- 細胞診検体の評価としてClass0(目的とする細胞が標本上にない)、ClassX(挫滅等のため細胞観察が困難)を判定区分に加え、検査したが細胞診検体が観察するのに適しておらず結果判定に至らなかった場合を表現している施設もある。

### 陰性、疑陽性、陽性による判定基準の例
陰性、疑陽性、陽性を用いた報告では、たとえば次のような細胞診所見で判定基準が定義されている。細胞診の判定基準は上記の説明にもあるように、施設ごと、臓器ごとに異なるので、各自の健康問題に関しては、医療機関に相談する必要がある。
判定：陰性（negative)
細胞診所見：異型細胞を見ない。異型細胞はあるが悪性細胞をみない。
判定：疑陽性(suspicious)
細胞診所見：境界病変。異型細胞をみるが悪性の確定はできない。
判定：陽性(positive)
細胞診所見：極めて強く悪性を疑う。上皮内癌を推定する。悪性と診断可能な異型細胞。
- この判定基準の例では、判定が陽性であるとは、たとえば悪性と診断可能な異型細胞を細胞診検体に検出したという意味であり、悪性でない場合を含みうる表現になっている。細胞診検体を顕微鏡で詳しく観察し、陰性から陽性までの間に色分けされるわけであるが、色が混じった境界部分が存在するのである。
- この判定基準の例では標本の評価は判定基準に含まれておらず、検体不適正は判定：陰性(異型細胞を見ない)として報告することになっている。

### 記述診断による細胞診断
細胞診断結果について上記のClass分類のような判定基準を用いず、細胞から推定される病変を病理組織診断で用いる用語で表現する方法である。たとえば、「adequate sample:papillary carcinoma, thyroid aspirates」(「標本適正：乳頭癌、甲状腺穿刺物」という意味)のような診断が細胞診報告書に記述される。細胞診断に記述診断を好む病理医や医療施設も多い。
- ベセスダシステム[2]は子宮頸部等の病変のスクリーニング検査であるが、報告結果は病変を判断し記述診断となっている。検体検査とその結果判定ならば医行為に属しないとしてClass判定の時代に決められた診療報酬のままで、細胞診検査の結果判定を記述診断に切り替えることの是非については議論がある。細胞診断の70%が医療機関外で検体検査として実施されているが、記載された病変部診断について、検査室や細胞診専門医と検査結果を読む臨床医との間でコミュニケーションが成立しない場合も想定されるからである。

## 細胞診断と組織診断の関係
細胞診検査と区別して「細胞診断」と表現しているばあいは、細胞診検体で病理診断が可能であるという主張が含まれている。しかし細胞診断はこすり採られた細胞またはしこりを針で刺して得られた細胞標本に基づく診断であるため、表層細胞の検査または針刺し部小範囲の検査であることが現実である。目的とする細胞が得られず細胞診検査ができない細胞診標本（検体不適正）もありうる。したがってメスで切り取るなどして採取された病変部位について行われる組織診断と同等であるかどうかは疑問が残る。感染症など一部の病変では細胞診検査で確定診断が可能である。
病変部の細胞を顕微鏡下で直接観察して行う細胞診断は、精度の高い臨床診断であるが、病変についての検査としては補助診断としての意味合いが含まれていることに留意したい。細胞診断で「陽性」であるとは採取された細胞が癌 (悪性腫瘍) 細胞の形態 (癌診断の手がかりとなる細胞像) を呈しているということであり、病変部位が癌 (悪性) であるかどうかは、組織診断に拠ることが現実的で、実際的である。
細胞診「陽性」はパパニコロー分類でのClass IVとClass Vを含む概念であるが、細胞診「陽性」の結果が病理診断「悪性」相当とする考え方もあることは事実であり、一般人や手術を受けた人に、混乱をきたしている場面もみられる。細胞診「陽性」の結果で病変臓器の摘出が行われることがあるが、摘出病変の組織診断結果が良性となること(偽陽性)はまれに経験される。
細胞診断と組織診断はともに病理診断ではあるものの、得られた結果が病変部位の診断として必ずしも同一ではないことや、細胞検査の持つ利便性などを理解したうえで、医師による結果説明を聞きたいものである。なお、医療機関によっては院内に病理診断科を設けており、診断を担当した病理専門医や細胞診専門医から説明を聞ける場合もある(ファースト・オピニオン)。

## 偽陰性と偽陽性
偽陰性(ぎいんせい,false negative)はガラス標本上にガン細胞があるが認識できず陰性となった場合である。癌腫が存在するが採取されておらず陰性の結果である場合も偽陰性と表現することがある。偽陽性(ぎようせい,false positive)はガン細胞でない細胞をガン細胞と判断した場合である。
偽陰性、偽陽性はないほうが望ましいのではあるが、偽陽性の頻度は臨床医の採取技術、検査紹介状の臨床情報、標本の適正、細胞検査士や細胞診専門医の習熟度、臓器や病変の割合などで左右される。細胞形態の見立てであり、偽陰性・偽陽性を完全に無くすことは不可能であるため、偽陰性、偽陽性は細胞診が持つ潜在リスクであるといえる。したがって見立てについての精度管理がなされており、判断者に限界やリスクが伝わっていることが重要である。
- 細胞診断が唯一の病変部病理診断方法となる臓器や場合がある。細胞診断結果で臓器または癌腫を切除する場合[4]もあり得るが、病変部の病理診断や画像診断等局所所見を考慮したうえで総合的に判断されることが一般的である。もし細胞診断結果による治療の選択があるとすれば、偽陰性や偽陽性の可能性について情報が提供された上で、インフォームドデシジョンがなされることが望ましい。

### 細胞診断精度管理ガイドライン
細胞診断は疾病や病変についての臨床検査であるが、同時に臨床検体検査でもある。検体検査としての精度管理や臨床検査としての信頼性評価の方法が確立されている。医療機関内検体検査室で行う内部精度管理と外部機関が行う外部精度管理に分かれる。
- 内部精度管理では細胞診検査士・細胞診専門医の役割、ダブルチェックや履歴管理、報告書記載事項・署名・保存、病理診断等との対比を含む症例検討などが行われる。
- 特定非営利活動法人日本臨床細胞学会からは学会認定施設向けに細胞診業務の精度管理ガイドラインに関する会告として「認定施設に対する細胞診精度管理ガイドライン」（2005年）が出されている[5]。

## 細胞診断の診療報酬（細胞診検査から医行為としての細胞診断への進歩）
細胞診検体を用いた検査はほかの検体検査と同じように、臨床検査技師が実施することができる形態学的検査であり、細胞診検査と結果判定は医行為には属さないとされてきた。診断を目的とする細胞診検査が診療報酬点数表上で評価されていなかった。しかし病変部から採取された細胞診検査の結果から病名を判断する細胞診断は医行為である。
2008年と2010年には、細胞診断について診療報酬改正が行われた。2008年4月の診療報酬改正では細胞診は第3部検査から第13部病理診断に移った。2010年の診療報酬改正では第2節病理診断として細胞診断料が新設された。医療費支払い時に受け取る医療費明細書や領収証では、細胞診の料金は病理診断の欄に記載されている。検査の項ではない。
病理診断サービスが充実することを目的に、診断細胞診とスクリーニング細胞診について、さらに診療報酬が整備され、病理医や細胞検査士の評価が改められることが必要となっている。病変部診断を目的として採取された細胞診検体を用いた検査は医行為である。細胞診が病変の判断であるとき、その結果は患者に重大な影響を及ぼす。従って医師ではない臨床検査技師の業務として行われている医行為の事例は不適切と考えることができる。細胞診を巡る臨床検査技師と病理医および細胞診を担当する臨床医の業務分担と責任範囲は改めて明確化する必要が求められている。
検体検査の中に、顕微鏡で観察する形態学的検査という、細胞診に近似した検査項目がある。尿沈渣や血液像などが該当する。形態学的検査は検査室で臨床検査技師が検査を担当することがほとんどで、病理医が検査実施することは少ない。細胞診検体を用いる細胞診検査について,80年代後半頃までは、病理医は興味を持たずやや冷ややかであったので、医師が行う病理診断としてではなく、形態学検査に分類して臨床検査技師が担当してきたともいえる。臨床検査技師が行う検査の判定は病変を判断するわけではないので医行為には属さない。
日本では細胞診検査は子宮頸がん検診の「検査」として発達したが、検体が多いためか、臨床検査技師に一定の教育を行ったうえで、細胞検査士の資格を与え細胞診検査に従事させてきた。陰性またはClassI、IIについては細胞検査士の裁量で細胞診結果を報告し、医師はClassIII、ClassIIIa以上について報告するという分担ができた。産婦人科医に細胞診の知識があり、細胞検査士業務の大部分が婦人科細胞診であり、両者がよく連携できていた時代に作られたルールである。子宮頚がんスクリーニング細胞診におけるルールである。
いっぽう、細胞診検査の技術を応用すると、病変部位を穿刺して得られた検体を用いて良性悪性などの病変診断が可能であり、1980年代から各種臓器、各種病変についての細胞診断が盛んに研究開発された。細胞検査士や衛生検査所の果たした役割も大きい。職域を広げ、同時にビジネスを開拓するという意味があり、病理医にとっては時間のかかる割には報われない細胞診検査を細胞検査士にまかせるという意味があった。非婦人科細胞診ではルールがやや曖昧になった。歴史的理由により、日本では細胞診検体を用いた細胞診断結果のうち陰性報告が臨床検査技師の業務となっていることがある。
医療施設によっては病変部の穿刺吸引細胞診の場合でも、細胞診検査士の裁量で陰性の結果が出せる慣わしとなっている。陰性であることは臨床検査技師が行う検査結果であり、陽性であるときは医師が行う診断結果であるという、患者から見て、奇妙な事態である。画像診断である腹部エコー検査において胆嚢炎は検査技師の検査結果であり、胆嚢癌は医師が診断するといっているようなものである。検査結果の判定とはいえ陰性であることはひとつの診断である。病変部細胞診陰性という結果に基づいてその後の治療方針等が決定されるのである。病理医が関与しない病変の判断が存在するという事態は一般にはあまり知られていない。

### 病理診断科と細胞診断
2008年4月1日から病理診断科は標榜科となった。子宮頚癌、肺癌等の検診領域の細胞診は細胞診検査士による(異常細胞の)スクリーニングが重要であることには変更はなかろう。これまでも病理医(病理専門医、細胞診専門医)が、異常細胞が検出された検体の細胞診断は担当してきたが、今後は、病理診断科として陰性、陽性双方について病理専門医、細胞診専門医が責任を持つことになる。細胞診断からやや遠ざかっていた病理医が多いようにも聞くが、いっそう、細胞診検査士との連携を強くし、細胞診における検査の質的向上を図り診断の精度を高めなければならなくなったと考えられる。また病理医以外、たとえば婦人科領域など細胞診専門医も多いので、病理医が他科医師との連携を検討することにもなろう。
病理診断と同様に多くの細胞診検査や細胞診断が登録衛生検査所等の医療機関外に外注されていることもあり、病理診断科への細胞診断の移行には時間がかかるものと予想される。なお、登録衛生検査所の場合、医療機関から受託継続する必要があるために、細胞診検体不適正の結果は出しにくい(再検査のばあい診療報酬を請求できないことがある)のであるが、このことが不適正検体が減少せず、結果的に細胞診断として精度上の課題が解決できないひとつの理由となっている。検査所が受託している検査に病変の判断が含まれているとき、「検査所は医療機関ではありませんので、細胞診断は医行為ではありません」とは説明しにくい。
患者の立場から見ても病理診断科のメリットは大きい。細胞診断の結果に質問や疑義があるばあいは、担当した病理診断科医師(細胞診検査報告書に病理専門医または細胞診専門医の署名があるはず)に尋ねればよく、細胞診断についての専門医の考え方を聞くことができるようになるのである(ファースト・オピニオン、セカンドオピニオン)。細胞診検体が標本として適していたかどうかも確認できる。
細胞診断は診療報酬上の評価が低い。細胞診断によって治療が選択されている現状や、近年細胞診専門医の半数が病理医となったことも考慮すると、少なくとも病変を判断する目的の診断細胞診は医行為として保険点数を整備すべきであると考える。細胞診検査は診療報酬点数表上の第4部から第13部病理診断に移ったが、病理組織診断と同様に診断細胞診も医療行為であるとして診療報酬上の整備を急ぐ必要がある。細胞診結果により治療選択がなされることがあるため、病理医が関係するインフォームドデシジョンの機会も増加している。たとえば、しこりや塊の細胞診検査が医行為として評価されていないとすれば、患者には何のための病変部精査なのか説明しにくい。

### スクリーニング細胞診と診断細胞診
細胞診検査にはスクリーニング細胞診(スクリーニング的細胞診)と診断細胞診(診断的細胞診)が含まれている。スクリーニング細胞診の材料は子宮頸部スメア、喀痰等である。診断細胞診は病変部の穿刺吸引材料、胸腹水、病変部擦過など材料は多岐にわたる。前者は、異常細胞を拾い上げ(screening)ることが主な目的であり、後者は病変部の診断(diagnosis)が目的である。目的が異なり、精度管理要件も異なる両者を区別せずに考えることにはいささか無理がある。
細胞診検査は子宮頸ガンや肺ガンの検診で広く用いられてきた。子宮頸部表面を綿棒やブラシでこすりガラスに細胞を転写して顕微鏡で観察する。ガンや異形成など異常があれば、かなりの精度で病変をとらえることができる。喀痰細胞診では気管支や肺門部肺ガンの病変を推定できることがある。スクリーニング細胞診というべき細胞診検査の分野である。スクリーニングを目的とする婦人科細胞診検査等は臨床検査技師である細胞診検査士が実施し、陰性の結果は細胞診検査士の裁量で報告することが慣わしになっている。
- スクリーニング細胞診も診断細胞診と同じように病理診断科等の医療施設が行う医行為であるとの考え方もあるが、偽陰性のリスクを認識した上で、病変部の診断を目的としないスクリーニング細胞診を細胞検査士(臨床検査技師)が行うことができる形態学的検査業務(hospital fee)として認めるほうが、肺門部肺癌、子宮頚癌などのがん対策のためには有益ではないかとの考え方もある。検体採取した臨床医が細胞診検査士に任せることのできる相対的医行為という考え方である。

スクリーニング細胞診と対比される診断細胞診は病変部の診断を目的とする細胞診の分野である。乳腺や甲状腺にシコリや塊があるときに、針で刺して細胞を採り、ガラスに塗って顕微鏡で病変部を調べる穿刺吸引細胞診がその代表である。ガンがあれば一定の確度または精度で診断可能である。メスで切らずに注射で済むため外来で行うこともでき、実施頻度の高い検査である。細胞検査士が標本作製し異常細胞があればマークし、疑陽性と陽性標本は病理医等が診断(病変部の病名を判断)する。
病変部診断を目的とする診断細胞診は絶対的医行為であるから陰性についても病理医が診断する施設もある。なおCAP(CAPCollage American Pathologist:米国病理学会)の検査室認定プログラムでは婦人科細胞診以外の細胞診(non-gynecological cytology)は陰性陽性の区別無く医師が行う規格になっている。日本では診断を目的とする場合の細胞診については診療報酬が整備されておらず、細胞診が医行為であるとの評価(doctor fee)は明確ではない。
- 病変部の細胞診検査は病変部についての補助診断と考えるべきであるが、他の検査所見を考慮するなどして病理診断と同等とされる場合がある。腫瘍についての治療方針が細胞診検査の結果にもとづいている場合には細胞診検査が持つ特性について十分な説明を受けたうえでのインフォームドデシジョンが必要となる。なお病院等医療施設によっては病理診断科が開設され病理専門医・細胞診専門医などから診断細胞診の結果について説明を聞くことができる場合がある(ファースト・オピニオン、セカンドオピニオン)。